# Viêm mi

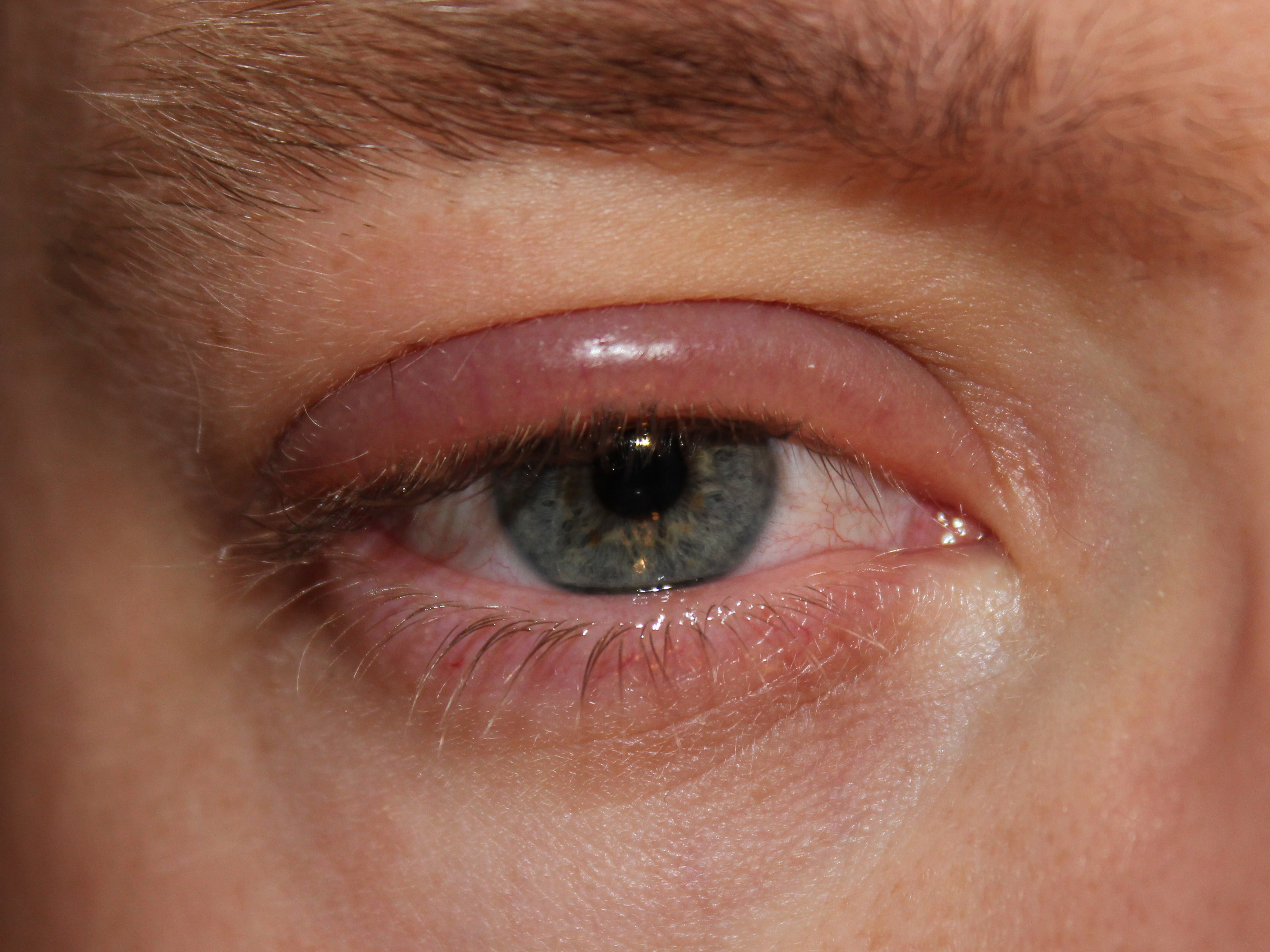
Viêm mi ở mắt phải.

Viêm mi mắt hay còn gọi là viêm bờ mi là một bệnh mắt thường gặp có đặc tính là viêm mạn tính vùng mi mắt, thường là ở gốc lông mi, làm mi mắt bị viêm, đỏ, ngứa, và khó chịu. Một số các bệnh có thể dẫn đến viêm mi. Viêm mi có thể xuất phát từ việc tuyến nhờn ở vùng gốc lông mi bị tắc, một tình trạng do nhiễm vi khuẩn, dị ứng, hay các nguyên nhân khác.
Mức độ nặng và diễn tiến bệnh đa dạng. Đợt bệnh có thể cấp tính, tự khỏi không cần điều trị trong vòng 2-4 tuần (có thể ngắn hơn nhiều khi vệ sinh mi tốt), nhưng thường là một tình trạng viêm mạn tính có mức độ nặng đa dạng.
Viêm mi có thể được phân loại theo nguyên nhân, gồm có: viêm mi do tăng tiết bã nhờn, do tụ khuẩn (staphylococcal), do nguyên nhân phối hợp, thứ phát hay viêm tuyến meibom, hay do ký sinh. Viêm mi thường không gây thương tổn vĩnh viễn.